# Fay Moulton
Fay R. Moulton (Marion, 7 aprile 1876 – Kansas City, 19 febbraio 1945) è stato un velocista e giocatore di football americano statunitense.
Vinse la medaglia di bronzo nei 60 metri piani ai Giochi olimpici di Saint Louis 1904. Due anni dopo, nel 1906, si aggiudicò l'argento ai Giochi olimpici intermedi nei 100 metri piani.

## Palmarès
| Anno | Manifestazione            | Sede        | Evento    | Risultato | Prestazione | Note |
| ---- | ------------------------- | ----------- | --------- | --------- | ----------- | ---- |
| 1904 | Giochi olimpici           | Saint Louis | 60 metri  | Bronzo    | 7"2         |      |
| 1904 | Giochi olimpici           | Saint Louis | 100 metri | 4º        | n/d         |      |
| 1904 | Giochi olimpici           | Saint Louis | 200 metri | 4º        | n/d         |      |
| 1906 | Giochi olimpici intermedi | Atene       | 100 metri | Argento   | n/d         |      |
| 1906 | Giochi olimpici intermedi | Atene       | 400 metri | 6º        | n/d         |      |